# 是時候
『是時候』（拼音: shì shí hòu、シーシーホウ、英: It's Time）は、2011年3月8日にリリースされたシンガポール出身の女性歌手、孫燕姿（スン・イェンツー）のオリジナルアルバム。

## 解説
孫燕姿にとって4年ぶりとなるアルバム。トラック数は10曲となっているが、10曲目「是時候」の後に隠し曲「11」が入っており、実質的には11曲が収録されている形となっている。

## 収録曲
1. 世説心語 / A Voice Within (3:40)
作詞・作曲：林怡芬（Jay Lim ）
2. 追 / The Chase (3:32)
作詞：小寒/凱揚、作曲：顔克前
3. 當冬夜漸暖 / Time and Tide (4:49)
作詞：藤井樹、作曲：饒善強
4. 時光小偷 / Thief of Time (4:55)
作詞：易家揚、作曲：李偉菘
5. 空口言 / Sky (3:26) 
作詞・作曲：伍家輝
6. 明天的記憶 / Tomorrow's Memory (3:49)
作詞：李焯雄、作曲：李偲菘
7. 180度 / 180 Degrees(5:02) 
作詞：李俊健、作曲：黄慧雯
8. 快瘋了 / Crazy (3:38)
作詞・作曲：冷玩妹/Ah Bot
9. 愚人的國度 / Fool's Kingdom (4:10) 
作詞：李焯雄/孫燕姿、作曲：李偲菘
10. 是時候(9:28)
  1. 是時候 / It's Time
作詞：鍾礽依、作曲：饒善強
  2. 11 
作詞：崔惟楷、作曲：M@rio